# 髙木伴
髙木 伴（たかぎ ばん、1990年6月1日 - ）は、埼玉県川口市出身の社会人野球選手、元プロ野球選手（投手）。

## 経歴

### プロ入り前
飯塚小学校3年生の時にソフトボールを始めた。西中学校では軟式野球部で主に遊撃手だったが、川口市立川口高等学校では1年生時の冬に投手に転向した。高校3年間で甲子園出場経験は無く、東京農業大学では1年生時の春から出場、東都大学野球・2部リーグでは通算32試合で7勝6敗の成績だった。
大学卒業後にNTT東日本へ入社すると、第84回都市対抗野球大会の1回戦に先発登板、6回1/3を投げ自責点1、防御率1.42だった。

10月には台湾で行われた「2013 BASEBALL CHALLENGE 日本 VS チャイニーズ・タイペイ」の日本代表に選出された。第2戦に登板し、1回を投げ被安打2、自責点1だった。

2年目の第85回都市対抗野球大会では2試合（先発1）で計4回1/3、自責点3、防御率6.23だった。
2014年プロ野球ドラフト会議で、オリックス・バファローズから4巡目で指名され、契約金5,000万円、年俸1,000万円（金額は推定）という条件で入団した。NTT東日本はドラフト会議後の2014年11月に第40回社会人野球日本選手権大会へ出場したが、高木自身には登板の機会がなかった。

### プロ入り後

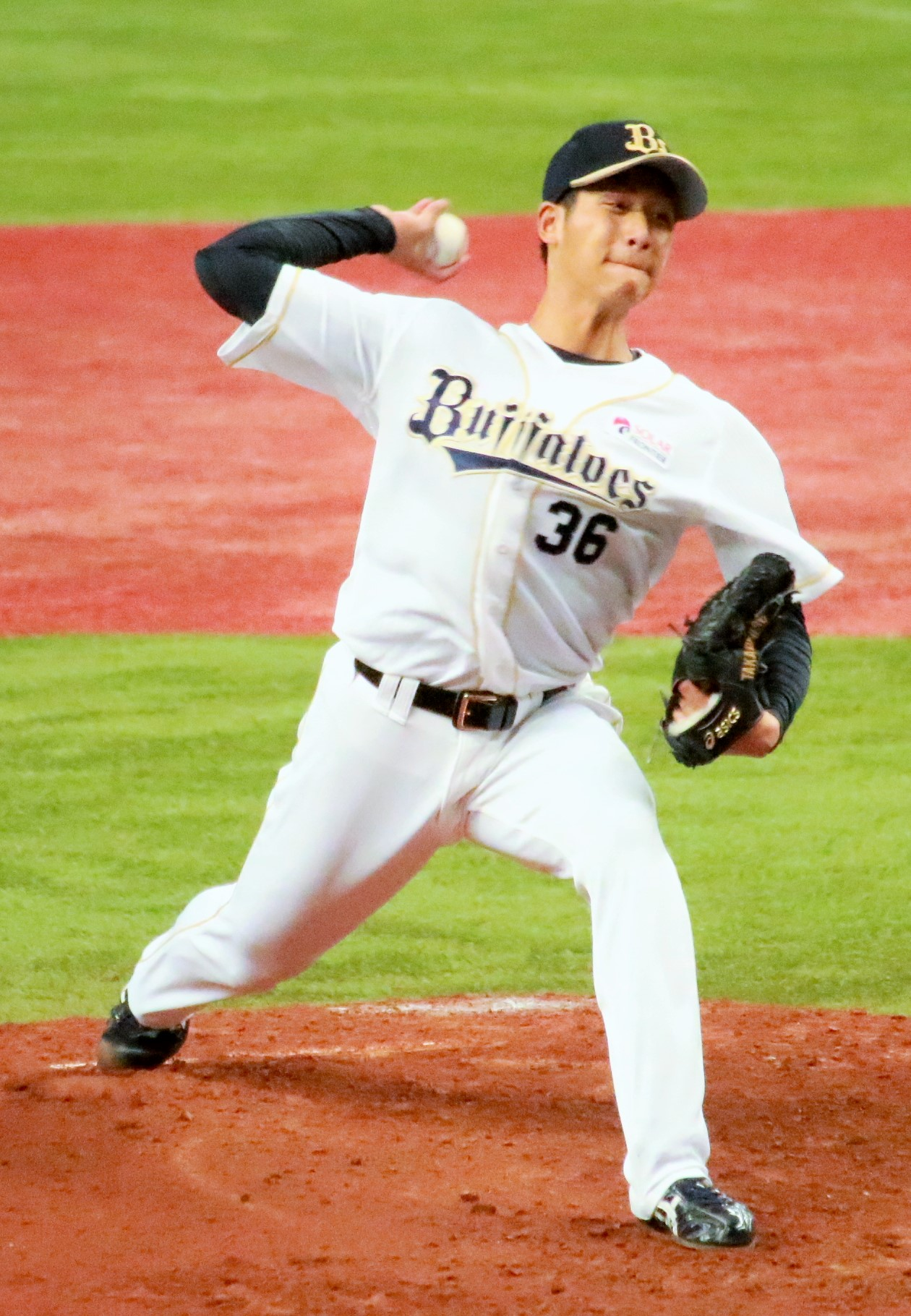
2015年3月5日 京セラドーム大阪にて

2015年、春季キャンプをA組（一軍）でスタート。シーズン開幕後、4月14日に出場選手登録され、26日の対北海道日本ハムファイターズ戦において7回裏に2番手で登板し、2回を投げ被安打2、与四死球0、無失点の成績だった。その後6試合に登板したが、勝敗やセーブは付かず、防御率は7.45だった。秋季キャンプでは、一軍投手コーチの酒井勉の勧めもあってサイドスローに挑戦した。
2016年、春季キャンプでは臨時コーチを務めた山田久志から投球フォームについて指導を受けた。同シーズンは二軍で38試合に登板、43回を投げ防御率1.04の成績だった。
2017年は一軍登板がなく、10月2日に球団から戦力外通告を受けた。

### 退団後
オリックス退団後はジェイファムコーポレーションの加圧トレーニングスタジオのトレーナーを務めている。
また、社会人野球選手としてプレーを継続しており、2018年はジェイファムがサポートしていたクラブチーム・REVENGE99に所属し、背番号は「66」を着用。2019年からはジェイファムがクラブチーム・JFAM EMANONの母体になったことから同チームに移籍してプレーを継続。ここでも背番号は「66」を着用し、投手コーチも兼務した。
2020年からは軟式野球に活動の場を移し、東京都軟式野球連盟1部所属の社会人軟式野球クラブ東京ヴェルディ・バンバータに所属。ここでも背番号「66」を着用している。

## 選手としての特徴・人物
スリークォーター気味のフォームから、最速149km/hを計測するストレートに、スライダー、フォークなどの変化球を投げる、パワーピッチャー。
2014年のオリックスへの入団記者会見では、同年で現役を引退し、二軍投手コーチに就任した平井正史の背番号36を継承し、平井のように強い速球とフォームのコンビネーションで勝負することを目標に挙げた。

## 詳細情報

### 年度別投手成績
| 年 度     | 球 団      | 登 板 | 先 発 | 完 投 | 完 封 | 無 四 球 | 勝 利 | 敗 戦 | セ 丨 ブ | ホ 丨 ル ド | 勝 率 | 打 者 | 投 球 回 | 被 安 打 | 被 本 塁 打 | 与 四 球 | 敬 遠 | 与 死 球 | 奪 三 振 | 暴 投 | ボ 丨 ク | 失 点 | 自 責 点 | 防 御 率 | W H I P |
| --------- | ---------- | ----- | ----- | ----- | ----- | -------- | ----- | ----- | -------- | ----------- | ----- | ----- | -------- | -------- | ----------- | -------- | ----- | -------- | -------- | ----- | -------- | ----- | -------- | -------- | ------- |
| 2015      | オリックス | 7     | 0     | 0     | 0     | 0        | 0     | 0     | 0        | 0           | .000  | 52    | 9.2      | 18       | 1           | 9        | 1     | 0        | 6        | 0     | 0        | 9     | 8        | 7.45     | 2.79    |
| 2016      | オリックス | 4     | 0     | 0     | 0     | 0        | 0     | 0     | 0        | 0           | .000  | 25    | 6        | 5        | 2           | 2        | 0     | 0        | 5        | 0     | 1        | 4     | 4        | 6.00     | 1.17    |
| 通算：2年 | 通算：2年  | 11    | 0     | 0     | 0     | 0        | 0     | 0     | 0        | 0           | .000  | 77    | 15.2     | 23       | 3           | 11       | 1     | 0        | 11       | 0     | 1        | 13    | 12       | 6.89     | 2.17    |

### 年度別守備成績
| 年 度 | 球 団      | 投手  | 投手  | 投手  | 投手  | 投手  | 投手     |
| 年 度 | 球 団      | 試 合 | 刺 殺 | 補 殺 | 失 策 | 併 殺 | 守 備 率 |
| ----- | ---------- | ----- | ----- | ----- | ----- | ----- | -------- |
| 2015  | オリックス | 7     | 0     | 1     | 0     | 0     | 1.000    |
| 2016  | オリックス | 4     | 0     | 1     | 0     | 0     | 1.000    |
| 通算  | 通算       | 11    | 0     | 2     | 0     | 0     | 1.000    |

### 記録
- 初登板：2015年4月26日、対北海道日本ハムファイターズ6回戦（札幌ドーム）、7回裏2番手で救援登板、2回無失点
- 初奪三振：2015年4月28日、対東北楽天ゴールデンイーグルス4回戦（京セラドーム大阪）、4回表にウィリー・モー・ペーニャから見逃し三振[29]

### 背番号
- 36 （2015年 - 2017年）

### 登場曲
- SMAP「BANG! BANG! バカンス!」